# 299134 Moggicecchi
299134 Moggicecchi este un asteroid din centura principală de asteroizi.

## Descriere
299134 Moggicecchi este un asteroid din centura principală de asteroizi. A fost descoperit pe 10 martie 2005 la San Marcello Pistoiese de Luciano Tesi și Giancarlo Fagioli. Asteroidul prezintă o orbită caracterizată de o semiaxă mare de 2,54 ua, o excentricitate de 0,09 și o înclinație de 2,4° în raport cu ecliptica.